# GENJI GENKI爆発
GENJI GENKI爆発（ゲンジ ゲンキばくはつ）は、ニッポン放送の制作によりNRN系列各局で放送されていたラジオ番組。ニッポン放送での放送期間は1987年10月17日から1991年4月5日まで。

## 概要
1987年、この年にデビューした光GENJIの番組としてこの年の10月17日にスタートした。なお、光GENJIは「GENJI」（諸星和己、佐藤寛之、山本淳一、赤坂晃、佐藤敦啓）と「光」（内海光司、大沢樹生）の2組が合体したグループであったが、ニッポン放送でのラジオ番組においては合体前の光とGENJIに分かれてパーソナリティを務めることになった。なお、一方の「光」の2人については、同じ1987年10月にスタートした『ビーバーヤング 光のスターライトキッス』（月 - 金 21時台の10分間の帯番組）に出演することになった。
スタート当初はニッポン放送と九州朝日放送の2局のみでの放送だったが、各地方局には当番組のネット開始を求めるファン、リスナーの要請が多く集まったことで急遽ネット受け放送を開始した局も多く、3か月後の1988年1月には6局ネット、1988年4月には一気に21局ネットに増え、1988年10月には当時の『オールナイトニッポン』のネット局数（32局）に迫る28局ネットにまで増えていた。その後も当番組終了時まで25局前後のネット局数で推移していた。
スポンサーがあった局では、エスキモーアイスクリーム（当時の森永乳業のアイスクリームのブランド）の一社提供で放送されていた（局によってはスポンサー無し）。
最初はほとんどフリートークのみの番組であったが、その後『テレフォンパニック 突然ごめん』など徐々にコーナーや企画が番組内に出来上がっていった。
1991年4月改編を以って当番組が終了した後は、『光のスターライトキッス』と合体し、改めて「All About 光GENJI」となってスタートした（光のスターライトキッスの後継番組として枠を引き継ぎ、月 - 金 21時台の10分間の帯番組として放送）。

## 当番組における記録
当番組宛に来るはがきの枚数が記録的であり、その届くはがきの枚数は毎週10万枚超だったという記録が残っている。当時ニッポン放送7階にあったはがき棚には収まり切れず、はがき棚の周りの廊下はとても歩ける状態ではないほどあふれ返ったと言われている（しかし番組中でフリートークが盛り上がり過ぎたことではがきを読む時間が無くなったことも時々あった）。そして、1989年9月頃から始まった新ノベルティグッズを作る企画『ノベルティ・アイデア募集』コーナー宛には総数で約76万枚のはがきが集まった。また、ニッポン放送と光GENJI関連のその他においては、フジサンケイグループが企画製作した非売品ビデオ『あ・き・す・と・ぜ・ね・こ』の10万本プレゼントには約250万通のはがきが集まり、1988年6月27日に、当時ニッポン放送で当時一番大きかったスタジオ「銀河スタジオ」において大抽選会が行われた。

## ニッポン放送での放送時間
- 毎週土曜日 21:00 - 21:30 （1987年10月17日 - 1988年4月2日／1988年10月15日 - 1989年4月8日）
- 毎週月曜日 21:15 - 21:45 （1988年4月11日 - 1988年10月3日）
- 毎週金曜日 22:00 - 22:30 （1989年4月14日 - 1991年4月5日）

## 主なコーナー
テレフォンパニック 突然ごめん
- 通称『テレパニごめん』[6]。1989年7月頃からスタート[6]。出演希望のはがきを寄せた中から選ばれたリスナーの自宅に予告無しでスタジオに居るメンバーが電話をしていた[6]。まさかの事態で興奮のあまり、まともに話せないまま電話が終了したリスナーもいた[4]。そしてこれを利用してメンバーに成りすましたいたずら電話も増え[4]、注意喚起されたこともあった[7]。

ノベルティ・アイデア募集
- 1989年9月頃にスタート。当番組には最初ノベルティグッズは無かったが[2]、製作することになり、リスナーからもアイデアを募集した[7]。

そんなヤツいるかな?
- どこにでもいるような人物のパターンを紹介[8]。

GENJIのおいしんぼクラブ
- おいしい料理の情報や、おいしい料理の作り方やそのコツなどを紹介していた。中には生ものなど直接局に食べ物を送ってきたケースがあり困ったことがあったという[9][10]。

ハガキぶん投げ大会
- 番組エンディング前のコーナー。アナウンサーの実況の付く中で、その週に届いたはがきをまとめて投げて一番遠くまで届いたはがきを送ったリスナーにローラースケートなどのプレゼントが贈られていた[11]。なお先述の『あ・き・す・と・ぜ・ね・こ』10万本大抽選会においても、同様にまとめて投げて遠くまで飛んだ順に当選者を決定した[5]。

## ネット局
| 局名         | 1987年10月 -      | 1988年1月 -                          | 1988年4月 -                         | 1988年10月 -      |  |
| ------------ | ----------------- | ------------------------------------ | ----------------------------------- | ----------------- |  |
| STVラジオ    |                   | 土曜23:30 - 24:00                    | →                                   | →                 |  |
| 青森放送     |                   |                                      | 土曜22:30 - 23:00                   | →                 |  |
| 秋田放送     |                   |                                      | 土曜23:00 - 23:30                   | →                 |  |
| 岩手放送     |                   |                                      |                                     | 土曜19:00 - 19:30 |  |
| 山形放送     |                   |                                      | 土曜22:30 - 23:00                   | →                 |  |
| 東北放送     |                   | 日曜21:00 - 21:30                    | 日曜23:00 - 23:30                   |                   |  |
| ラジオ福島   |                   |                                      | 土曜22:15 - 22:45                   | 土曜21:00 - 21:30 |  |
| 新潟放送     |                   |                                      | 日曜22:30 - 23:00                   | →                 |  |
| 信越放送     |                   |                                      |                                     | 火曜23:30 - 24:00 |  |
| 山梨放送     |                   |                                      | 日曜22:00 - 22:30                   | →                 |  |
| 北日本放送   |                   |                                      | 日曜22:30 - 23:00                   | →                 |  |
| 北陸放送     |                   |                                      |                                     | 土曜20:30 - 21:00 |  |
| 福井放送     |                   |                                      | 日曜22:30 - 23:00 （1988年6月から） | →                 |  |
| 静岡放送     |                   |                                      | 土曜24:30 - 25:00                   | →                 |  |
| 東海ラジオ   |                   |                                      | 木曜24:30 - 25:00                   | 土曜21:30 - 22:00 |  |
| 朝日放送     |                   | 土曜20:30 - 21:00                    | 日曜25:00 - 25:30                   | 土曜20:30 - 21:00 |  |
| 山陽放送     |                   |                                      |                                     |                   |  |
| 山陰放送     |                   |                                      |                                     | 土曜21:00 - 21:30 |  |
| 中国放送     |                   | 日曜21:00 - 21:30                    | 日曜24:30 - 25:00                   | 日曜21:00 - 21:30 |  |
| 山口放送     |                   |                                      |                                     | 日曜22:10 - 22:40 |  |
| 四国放送     |                   |                                      |                                     |                   |  |
| 西日本放送   |                   |                                      |                                     | 土曜21:00 - 21:30 |  |
| 南海放送     |                   |                                      |                                     | 日曜19:30 - 20:00 |  |
| 高知放送     |                   |                                      | 土曜23:00 - 23:30                   | →                 |  |
| 九州朝日放送 | 土曜20:30 - 21:00 | →                                    | 土曜24:05 - 24:35                   | →                 |  |
| 大分放送     |                   |                                      |                                     | 土曜24:15 - 24:45 |  |
| 長崎放送     |                   |                                      | 日曜17:00 - 17:30                   | →                 |  |
| 熊本放送     |                   |                                      | 土曜23:00 - 23:30                   | →                 |  |
| 宮崎放送     |                   |                                      | 日曜23:35 - 24:05                   | →                 |  |
| 南日本放送   |                   |                                      | 日曜22:00 - 22:30                   | →                 |  |
|              |                   |                                      |                                     |                   |  |
| 局名         | 1989年4月 -       | 1989年10月 -                         | 1990年4月 -                         | 1990年10月 -      |  |
| STVラジオ    | 土曜23:30 - 24:00 | →                                    | →                                   | →                 |  |
| 青森放送     | 土曜22:30 - 23:00 | →                                    | 金曜23:00 - 23:30                   | →                 |  |
| 秋田放送     | 土曜23:00 - 23:30 |                                      |                                     |                   |  |
| 岩手放送     | 土曜23:30 - 24:00 | →                                    | →                                   |                   |  |
| 山形放送     | 土曜22:30 - 23:00 | →                                    | 木曜22:00 - 22:30                   | →                 |  |
| 東北放送     |                   | 土曜21:00 - 21:30                    |                                     |                   |  |
| ラジオ福島   |                   |                                      | 火曜22:00 - 22:30                   | →                 |  |
| 新潟放送     | 日曜22:30 - 23:00 | 木曜21:00 - 21:30                    |                                     |                   |  |
| 信越放送     | 日曜24:00 - 24:30 | →                                    | 日曜24:30 - 25:00                   | →                 |  |
| 山梨放送     | 日曜22:00 - 22:30 | →                                    | 日曜22:30 - 23:00                   | →                 |  |
| 北日本放送   | 日曜22:30 - 23:00 | →                                    | →                                   | →                 |  |
| 北陸放送     |                   | 日曜24:30 - 25:00 （1989年11月から） |                                     | 月曜22:30 - 23:00 |  |
| 福井放送     | 日曜22:30 - 23:00 | →                                    | 日曜22:00 - 22:30                   | →                 |  |
| 静岡放送     | 土曜24:30 - 25:00 | →                                    | →                                   | →                 |  |
| 東海ラジオ   | 日曜22:00 - 22:30 | →                                    | →                                   | →                 |  |
| 朝日放送     | 土曜24:05 - 24:35 | →                                    | →                                   | 日曜21:25 - 21:55 |  |
| 山陽放送     |                   |                                      | 土曜25:15 - 25:45                   | →                 |  |
| 山陰放送     | 日曜22:00 - 22:30 | →                                    |                                     | 土曜21:00 - 21:30 |  |
| 中国放送     |                   | 土曜20:30 - 21:00                    | 日曜25:00 - 25:30                   | →                 |  |
| 山口放送     | 日曜22:10 - 22:40 | →                                    |                                     |                   |  |
| 四国放送     | 土曜24:30 - 25:00 | →                                    | →                                   | →                 |  |
| 西日本放送   |                   |                                      |                                     |                   |  |
| 南海放送     | 土曜22:30 - 23:00 | 土曜19:30 - 20:00                    |                                     |                   |  |
| 高知放送     | 土曜23:00 - 23:30 | →                                    | →                                   |                   |  |
| 九州朝日放送 | 土曜23:00 - 23:30 |                                      |                                     |                   |  |
| 大分放送     | 土曜24:00 - 24:30 | 土曜24:30 - 25:00                    | →                                   | →                 |  |
| 長崎放送     | 日曜23:15 - 23:45 | →                                    | →                                   | →                 |  |
| 熊本放送     | 土曜23:00 - 23:30 | →                                    | 土曜24:30 - 25:00                   | →                 |  |
| 宮崎放送     | 日曜23:35 - 24:05 | →                                    | 日曜22:30 - 23:00                   | 金曜22:30 - 23:00 |  |
| 南日本放送   | 日曜22:00 - 22:30 | →                                    |                                     | 日曜23:30 - 24:00 |  |